# Rhodactis
Rhodactis is een geslacht van neteldieren uit de klasse van de Anthozoa (bloemdieren).

## Soort
- Rhodactis bryoides Haddon & Shackleton, 1893
- Rhodactis howesii Saville-Kent, 1893
- Rhodactis inchoata Carlgren, 1943
- Rhodactis indosinensis Carlgren, 1943
- Rhodactis musciformis Duchassaing & Michelotti, 1864
- Rhodactis osculifera (Le Sueur, 1817)
- Rhodactis rhodostoma (Hemprich & Ehrenberg in Ehrenberg, 1834)